# Alekseï Maslennikov
Pour les articles homonymes, voir Maslennikov.
Alekseï Dmitrievitch Maslennikov (en russe : Алексей Дмитриевич Масленников), né le 9 septembre 1929 à Novotcherkassk et mort le 30 novembre 2016, est un « ténor de caractère » soviétique.

## Biographie
Alekseï Maslennikov étudia au conservatoire Tchaïkovski de Moscou et débuta en 1953 dans cette même ville. En 1955, il devint membre permanent de la troupe du théâtre du Bolchoï. Jusque dans les années 1990, il multiplia les apparitions sur les scènes nationales et internationales et fut célébré dans le monde entier comme un maître du répertoire comique, grotesque ou méchant, comme le Gerhard Stolze russe.
En 1970, Alekseï Maslennikov chanta le rôle de Chouïski dans l'enregistrement de Boris Godounov (Modeste Moussorgski) dirigé par Herbert von Karajan. D'autres enregistrements notables : La Khovanchtchina (Moussorgski), dir. Boris Khaïkine, 1972 ; Rouslan et Ludmila (Mikhaïl Glinka), dir. Iouri Simonov, 1979 ; Les Fiançailles au couvent (Sergueï Prokofiev), dir. Alexandre Lazarev, 1990.